# Rhaphidorrhynchium marmellense
Rhaphidorrhynchium marmellense là một loài Rêu trong họ Sematophyllaceae. Loài này được (Broth.) Broth. miêu tả khoa học đầu tiên năm 1925.